# Collbató
Collbató és un municipi de la comarca del Baix Llobregat i de la comarca natural del Montserratí, que es troba a sota de la muntanya de Montserrat.

## Geografia
- Llista de topònims de Collbató (Orografia: muntanyes, serres, collades, indrets…; hidrografia: rius, fonts...; edificis: cases, masies, esglésies, etc.).

## Història
Al segle xx hi proliferen les segones residències, i en la primera època la família Nolla, enriquits a Cuba, adquireixen l'actual casa de la Vila. Elies Rogent, en contraure matrimoni amb la pubilla d'Esparreguera, la família li cedeix el mas de Collbató: Can Rogent. Els darrers anys, però, ha anat a més la funció de lloc de segona residència i s'han construït diverses urbanitzacions (Can Dalmases, Bosc del Misser…).
També ha augmentat l'activitat industrial, essent molt coneguda la construcció artesanal d'orgues amb fusta i metall, de sonoritat i qualitat apreciades arreu del món. S'inicia a 1926 amb l'italià Silvio Puggina, i ara és regida per la família Blancafort. El 2012, el municipi s'afilià a l'Associació de Municipis per la Independència.

## Demografia
| Entitat de població            | Habitants (2024) |
| Pla del Castell                | 1.433            |
| Can Dalmases                   | 1.259            |
| Collbató                       | 1.053            |
| Pla de Can Migrat              | 260              |
| la Font del Còdol              | 227              |
| els Clots                      | 209              |
| les Illes                      | 207              |
| el Pujolet                     | 120              |
| la Fumada                      | 79               |
| Polígon industrial de Collbató | 0                |
| Font: Idescat                  |                  |

| 1497 f | 1515 f | 1553 f | 1717 | 1787 | 1857 | 1877 | 1887 | 1900 | 1910 |
| ------ | ------ | ------ | ---- | ---- | ---- | ---- | ---- | ---- | ---- |
| 20     | 24     | 19     | 97   | 212  | 865  | 795  | 781  | 665  | 637  |

| 1920 | 1930 | 1940 | 1950 | 1960 | 1970 | 1981 | 1990  | 1992  | 1994  |
| ---- | ---- | ---- | ---- | ---- | ---- | ---- | ----- | ----- | ----- |
| 524  | 509  | 435  | 416  | 376  | 451  | 596  | 1.021 | 1.138 | 1.138 |

| 1996  | 1998  | 2000  | 2002  | 2004  | 2006  | 2008  | 2010  | 2012  | 2014  |
| ----- | ----- | ----- | ----- | ----- | ----- | ----- | ----- | ----- | ----- |
| 1.566 | 1.712 | 2.099 | 2.519 | 3.024 | 3.576 | 3.971 | 4.114 | 4.287 | 4.427 |

| 2016  | 2018  | 2020  | 2022  | 2024  | 2026 | 2028 | 2030 | 2032 | 2034 |
| ----- | ----- | ----- | ----- | ----- | ---- | ---- | ---- | ---- | ---- |
| 4.396 | 4.458 | 4.544 | 4.726 | 4.849 | -    | -    | -    | -    | -    |

## Turisme i llocs d'interès

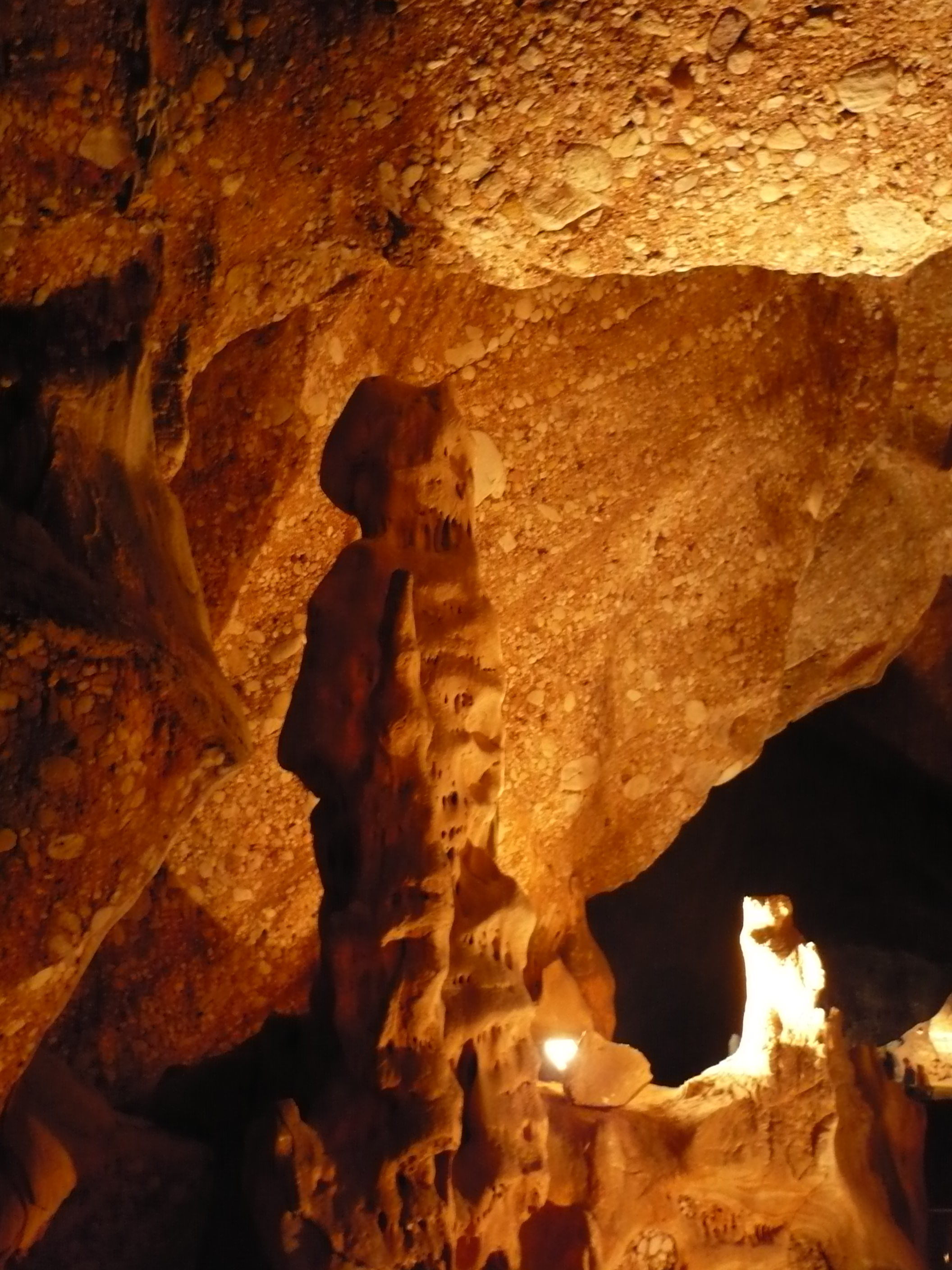
Coves del Salnitre

### Coves del Salnitre
Les coves de Collbató o del Salnitre formen un conjunt de galeries, passadissos i estances d'uns 500 metres de llargària, plens d'estalactites i estalagmites i capricioses formes geològiques. És un indret replet de llegendes i històries, relacionades amb els noms de Fra Joan Garí, el Marmotot, Mussa i l'heroi local, el Mansuet. Les coves són ubicades a l'interior del massís de Montserrat de sistema càrstic, amb conglomerats principalment calcaris i rics en fosfats, motiu pel qual es va explotar el salnitre que s'hi pot trobar. La cova té 549 m de llarg i 20 m de desnivell. Les seves formes orgàniques i ondulades varen ser font d'inspiració per a Gaudí per a obres com la Sagrada Família.

### Altres llocs
- Biblioteca municipal
- Can Rogent
- Sala de Baix o Antic Casino
- Taller d'Orgues Blancafort
- Casa d'Amadeu Vives
- Castell de Collbató
- Arc d'en Bros
- Església de Sant Corneli
- Molí d'Oli
- Cal Tutor
- Plaça de l'Església
- Ermita de la Salut
- Museu Coses del Poble
- EADA

Per a més informació vegeu: Oficina de Turisme Arxivat 2011-09-08 a Wayback Machine.

## Persones il·lustres[4]
- Pau Bertran i Bros
- Albert Blancafort i Engelfried (1964), orguener
- Gabriel Blancafort i París (1929-2001), orguener
- Amadeu Vives
- Elies Rogent
- Josep Matalonga i Espinach (1951-2010)

## Imatges

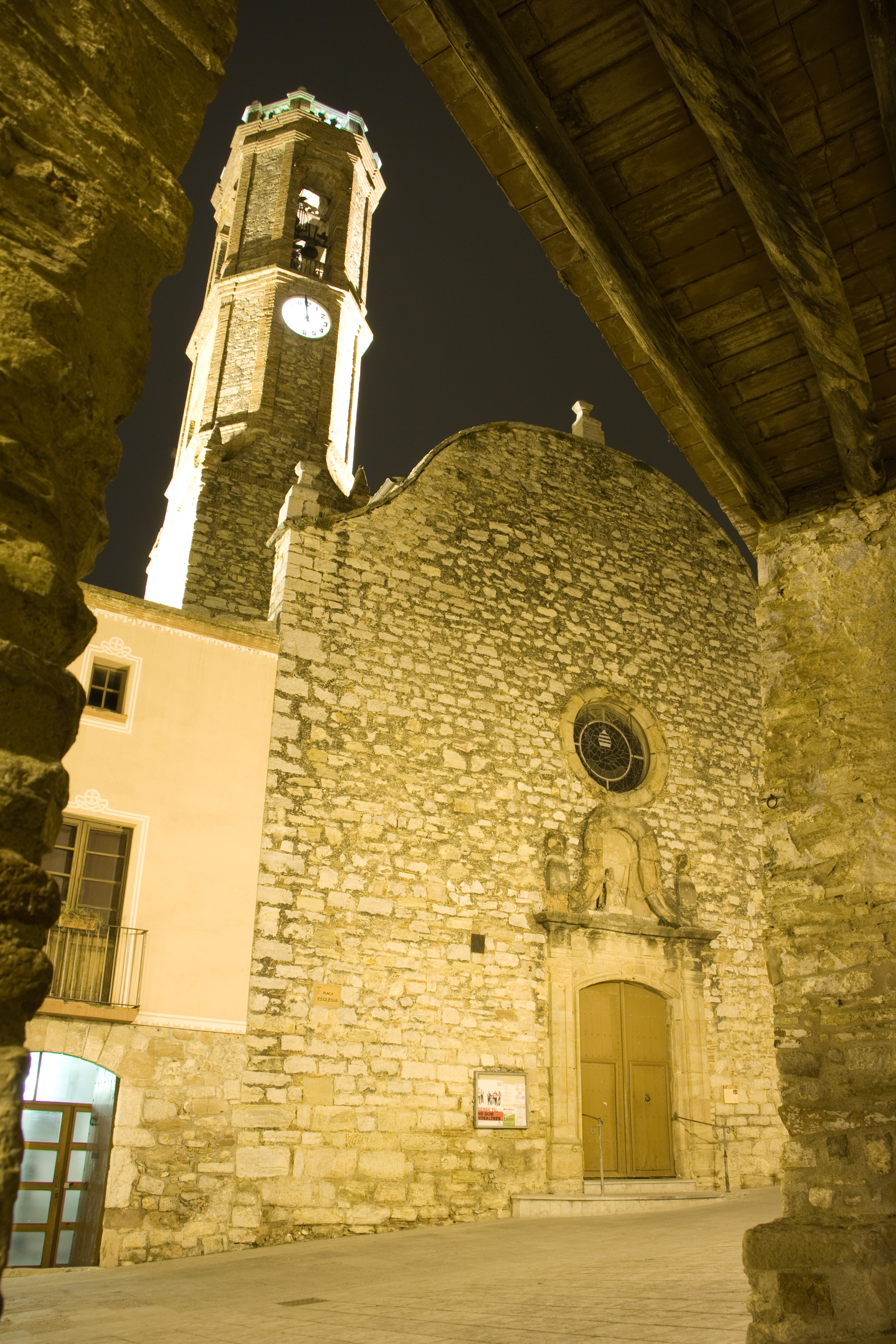
Església de Sant Corneli a Collbató. Documentada des del 1061. Devia ser una petita església romànica que al llarg dels segles i va anar sofrint diverses reconstruccions i reformes. L'actual edifici és barroc, de la fi del, i consta d'una nau única amb capelles laterals i un campanar adossat de planta quadrada que esdevé octogonal als trams més alts. Al seu interior es conserva un magnífic capitell romànic de marbre, procedent del Palau Episcopal de Barcelona.

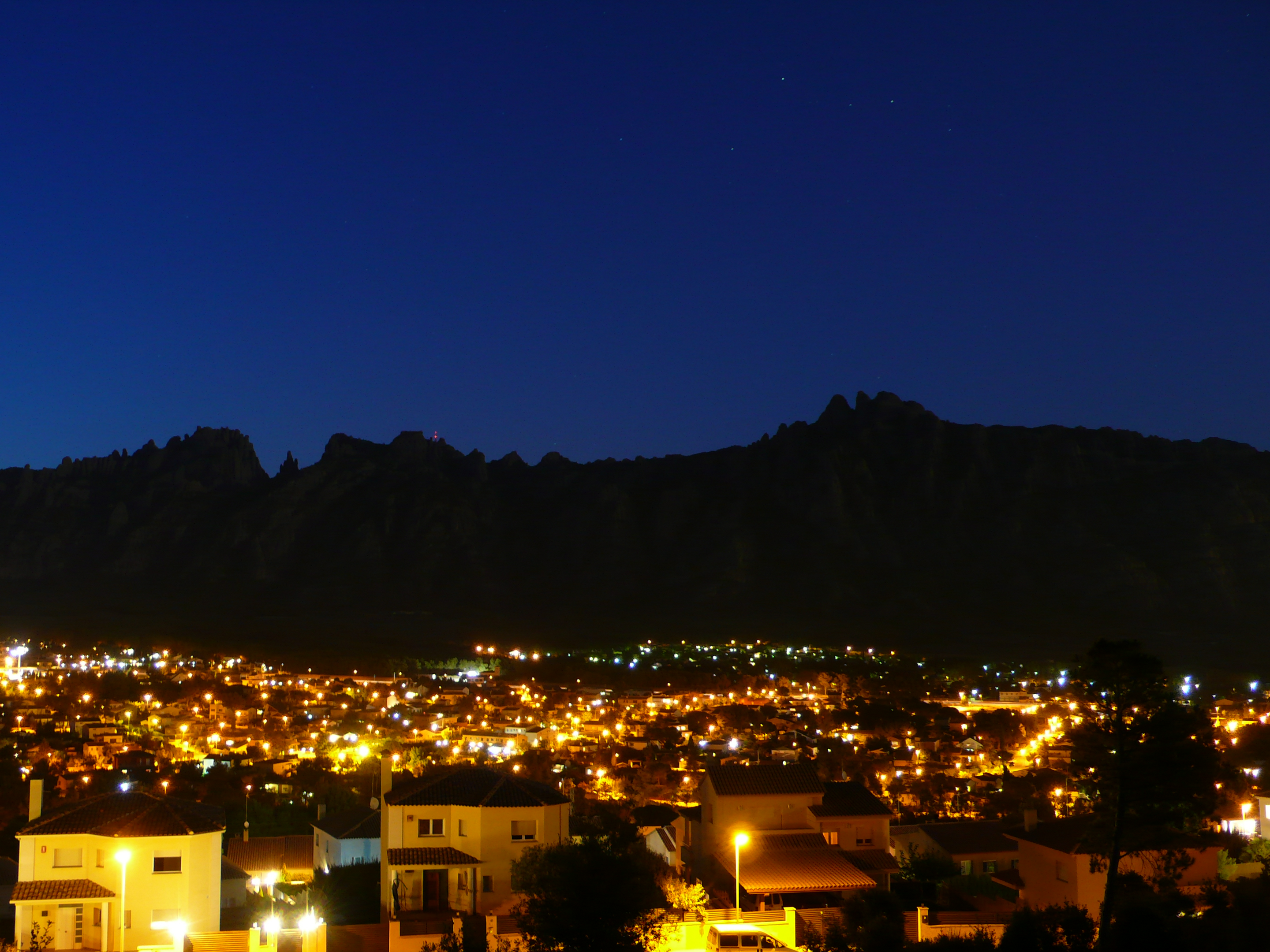
Posta de sol a Collbató
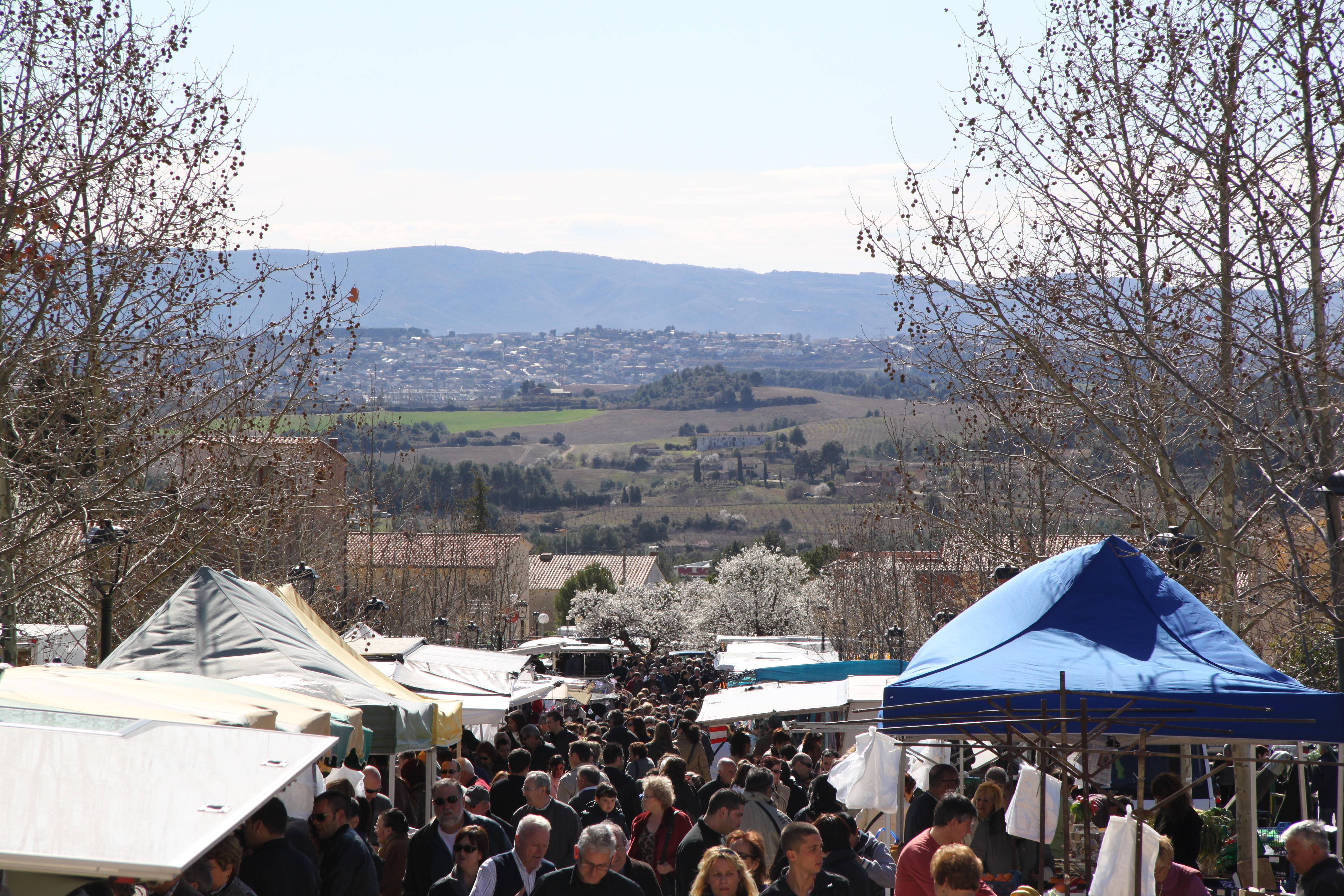
Mercat Dominical
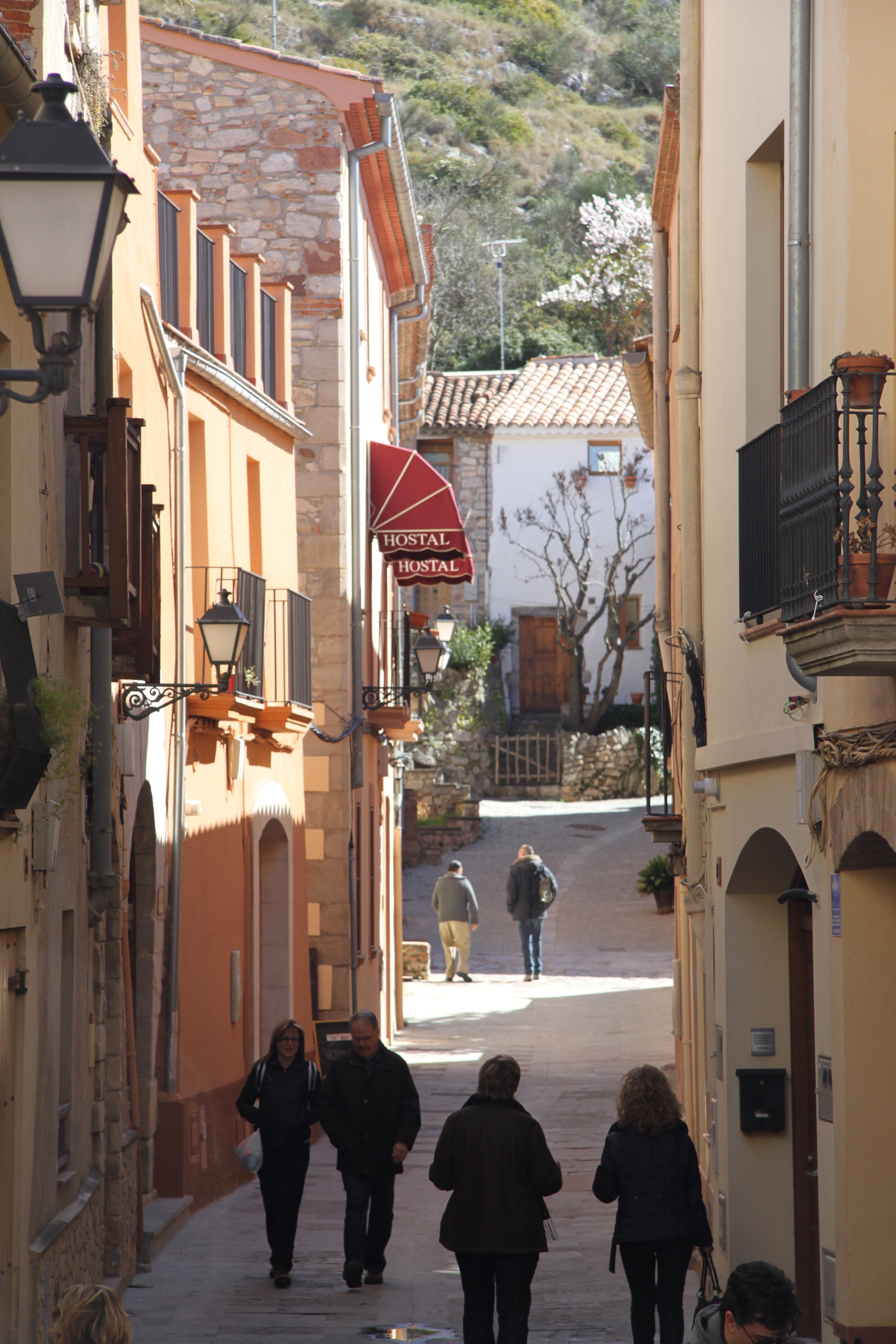
Carrer Amadeu Vives
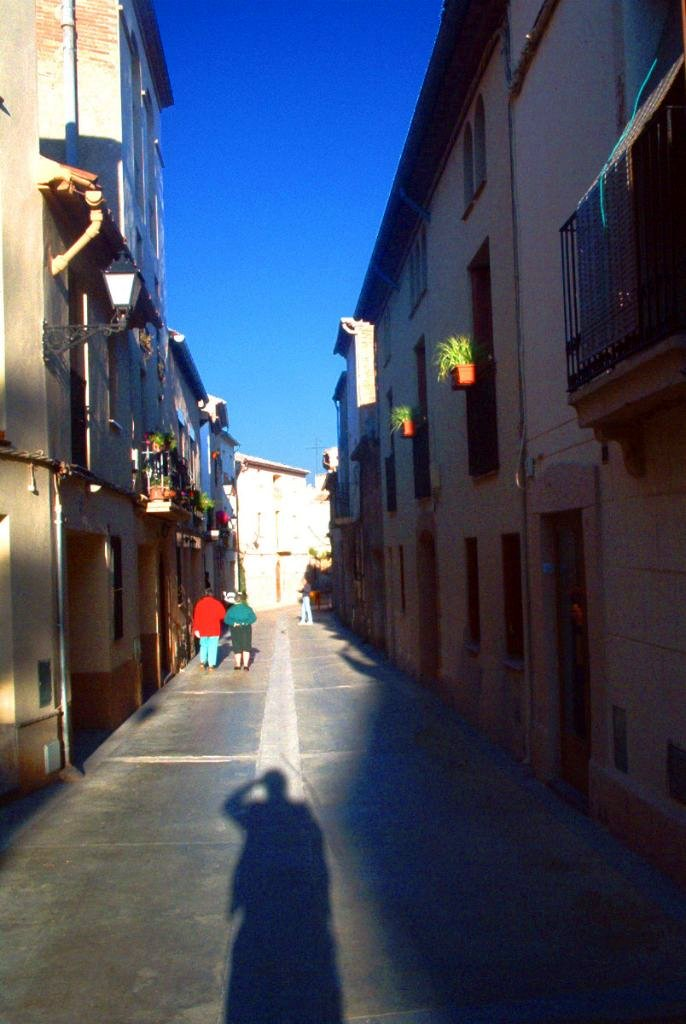
Carrer Pau Bertran
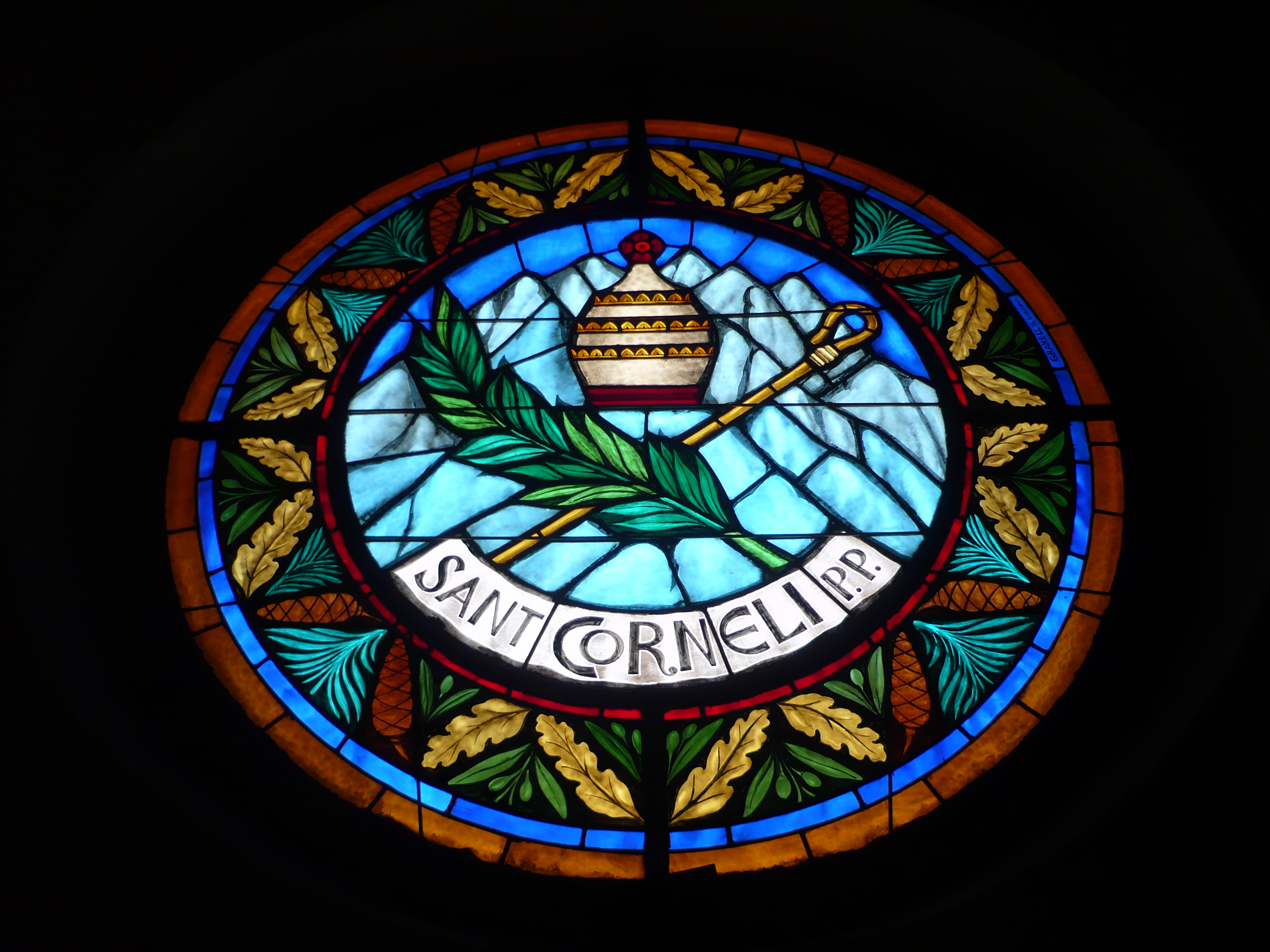
Vitrall Sant Corneli

## Festivitats
- 16 de setembre: Festa patronal: Sant Corneli